# 13. europsko prvenstvo katoličkih svećenika u malom nogometu
13. europsko prvenstvo svećenika u malom nogometu je 13. izdanje tog europskog malonogometnog natjecanja. Domaćin je Crna Gora, odnosno Barska nadbiskupija i Kotorska biskupija, gradovi Bar, Ulcinj i Kotor. Sudjelovalo je 17 reprezentacija s oko 250 sudionika. Odigralo se je od 25. veljače do 1. ožujka 2019. godine. Natjecatelji i ostali sudionici su osim športskih nadmetanja svakog dana zajedno slavili Svetu misu te imati prigodu upoznati se sa životom Crkve u Crnoj Gori.
Aktualni prvaci su svećenici malonogometaši iz Poljske, koji su naslov osvojili na prethodnom europskom prvenstvu u Italiji. Sljedeće, Sljedeće prvenstvo igrat će se u Pragu u Češkoj od 17. do 21. veljače 2020. godine.

## Natjecateljske skupine
Natjecateljske skupine:
- skupina A (Ulcinj): Mađarska, Rumunjska, Slovenija i Češka
- skupina B (Ulcinj): Portugal, Bosna i Hercegovina, Bjelorusija i domaćin Crna Gora
- skupina C (Bar): Poljska, Hrvatska, Italija i Ukrajina
- skupina D (Bar): Slovačka, Austrija, Albanija, Kosovo i Srbija

## Sastavi
- Hrvatska:

- BiH: trener fra Josip Tomas. Igrači: fra Mario Jelić, fra Jure Perić, fra Davor Petrović, fra Marijo Plavčić, vlč. Vladimir Pranjić, fra Jure Šekerija, fra Josip Mrnjavac, fra Nikica Tomas, fra Ivica Tomas, o. Orel Zakaljuk, vlč. Stjepan Didak i vlč. Dražen Kustura.[3]

## Rezultati

### Skupina A
BiH je pobijedila Bjelorusiju s 5:0 i Crnu Goru s 4:0, a protiv Portugala 1:1.

### Četvrtzavršnice
BiH je pobijedila Rumunjsku s 2:0 i igrala je u poluzavršnici protiv Hrvatske.

### Poluzavršnica
U prvoj poluzavršnici Portugal i Poljska odigrali su 1:1, a Portugal je prošao boljim izvođenjem sedmeraca 4:3. U drugoj poluzvaršnici BiH i Hrvatska igrali su 2:0.

### Za poredak
U borbi za treće mjesto svećenici iz Poljske pobijedili su svećenike iz Hrvatske s 2:1, nakon što je Hrvatska vodila na poluvremenu 1:0.
Europski prvaci su svećenici iz Portugala koji su u završnici pobijedili svećenike iz Bosne i Hercegovine s 3:0.

## Vanjske poveznice
- Europsko prvenstvo katoličkih svećenika u malom nogometu, Radio Dux. 23. veljače 2019.